# Alberto Maria Careggio

Bischofswappen von Alberto Maria Careggio

Alberto Maria Careggio (französisch oft Albert-Marie Careggio aufgrund des Bilingualismus italienisch/französisch im Aostatal; * 7. November 1937 in Mazzè) ist ein italienischer Geistlicher und emeritierter Bischof von Ventimiglia-San Remo.

## Leben
Alberto Maria Careggio empfing am 26. Juni 1966 die Priesterweihe für das Bistum Aosta.
Papst Johannes Paul II. ernannte ihn am 4. Februar 1995 zum Bischof von Chiavari. Der Erzbischof von Ancona-Osimo, Dionigi Tettamanzi, spendete ihm am 24. September desselben Jahres die Bischofsweihe; Mitkonsekratoren waren Daniele Ferrari, Altbischof von Chiavari, und Giuseppe Anfossi, Bischof von Aosta.
Als Wahlspruch wählte er Sub tuum praesidium. Am 20. März 2004 wurde er zum Bischof von Ventimiglia-San Remo ernannt und am 9. Mai desselben Jahres in das Amt eingeführt.
Am 25. Januar 2014 nahm Papst Franziskus seinen altersbedingten Rücktritt an.